# Halie Loren
Halie Loren (Sitka, Alaszka, 1984. október 23. –) amerikai dzsesszénekesnő, dalszerző.

## Pályakép
Halie Loren nemzetközi díjakat elnyert jazzénekes, dalszerző. Észak-Amerikában, Ázsiában és Európában is van lelkes, értő közönsége. Repertoárja is többnyelvű: spanyol, francia, portugál, olasz, japán és koreai nyelven énekel az angol mellett. Jelentős kritikai sikereket aratott.

## Lemezei
| Év   | Album                                    | Kiadás             | Kiadó                            |
| ---- | ---------------------------------------- | ------------------ | -------------------------------- |
| 2004 | The SGC Project                          | 2004               | White Moon Productions           |
| 2006 | Full Circle                              | July 1, 2006       | White Moon                       |
| 2008 | They Oughta Write a Song                 | December 10, 2008  | White Moon / JVC Kenwood Victor  |
| 2008 | Many Times, Many Ways (with Matt Treder) | December 7, 2008   | JVC Kenwood Victor               |
| 2009 | Stages                                   | March 15, 2009     | Justin Time                      |
| 2010 | After Dark                               | November 16, 2010  | JVC Kenwood Victor               |
| 2012 | Heart First                              | March 6, 2012      | Justin Time / JVC Kenwood Victor |
| 2013 | Simply Love                              | September 10, 2013 | Justin Time / JVC Kenwood Victor |
| 2015 | Butterfly Blue                           | June 9, 2015       | Justin Time / JVC Kenwood Victor |
| 2016 | Live at Cotton Club                      | February 17, 2016  | JVC Kenwood Victor               |
| 2018 | From the Wild Sky                        | 2018               |                                  |

...
- 2013: Simply Love
- 2024: Stop This World

2024: Dreams Lost and Found (teljes diszkográfia)

## További információ
- Halie Loren a Facebookon